# Araeoncus longiusculus
Araeoncus longiusculus är en spindelart som först beskrevs av O. Pickard-Cambridge 1875.  Araeoncus longiusculus ingår i släktet Araeoncus och familjen täckvävarspindlar. Inga underarter finns listade i Catalogue of Life.